# Misumenops
Misumenops là một chi nhện trong họ Thomisidae.

## Hình ảnh

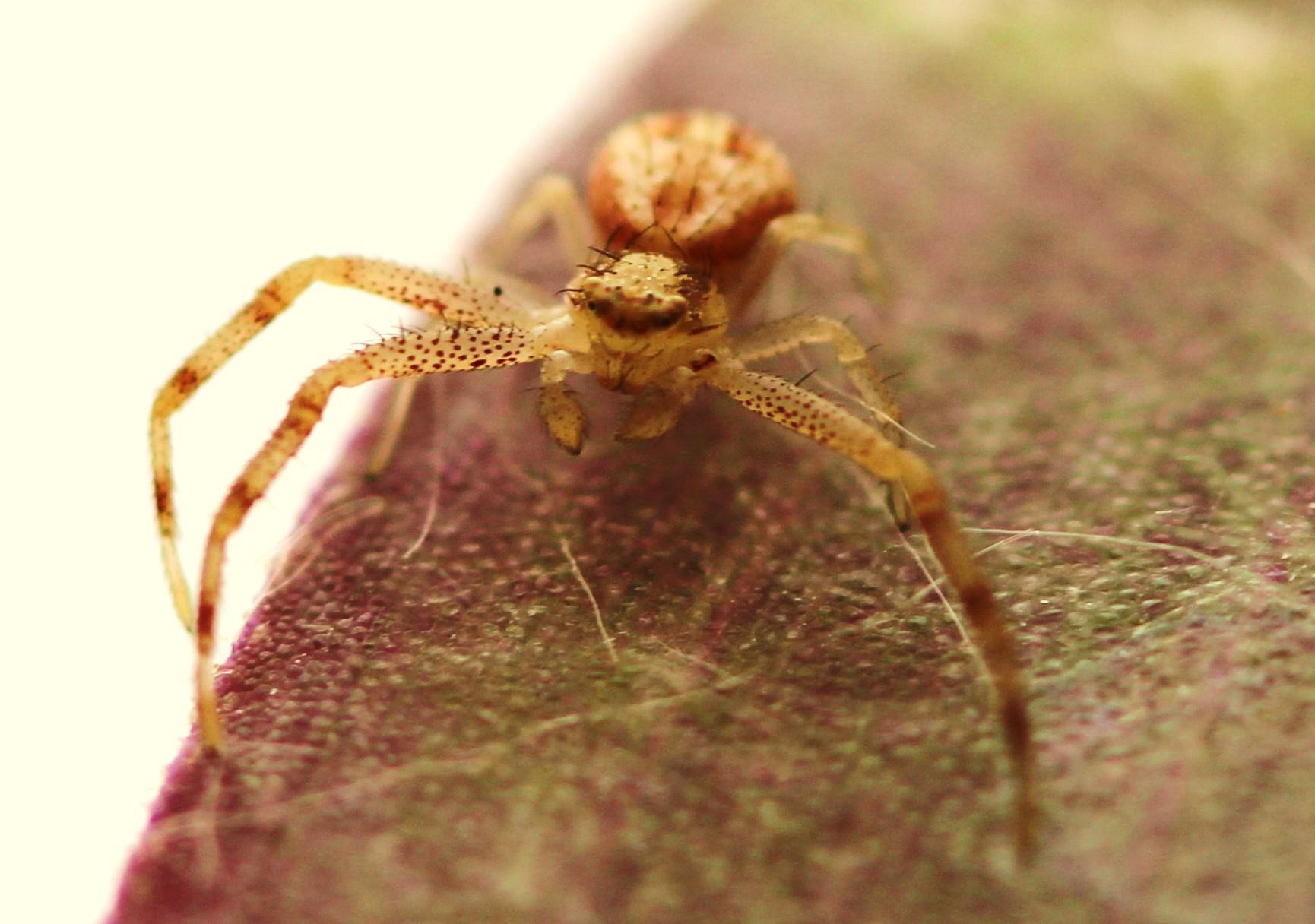
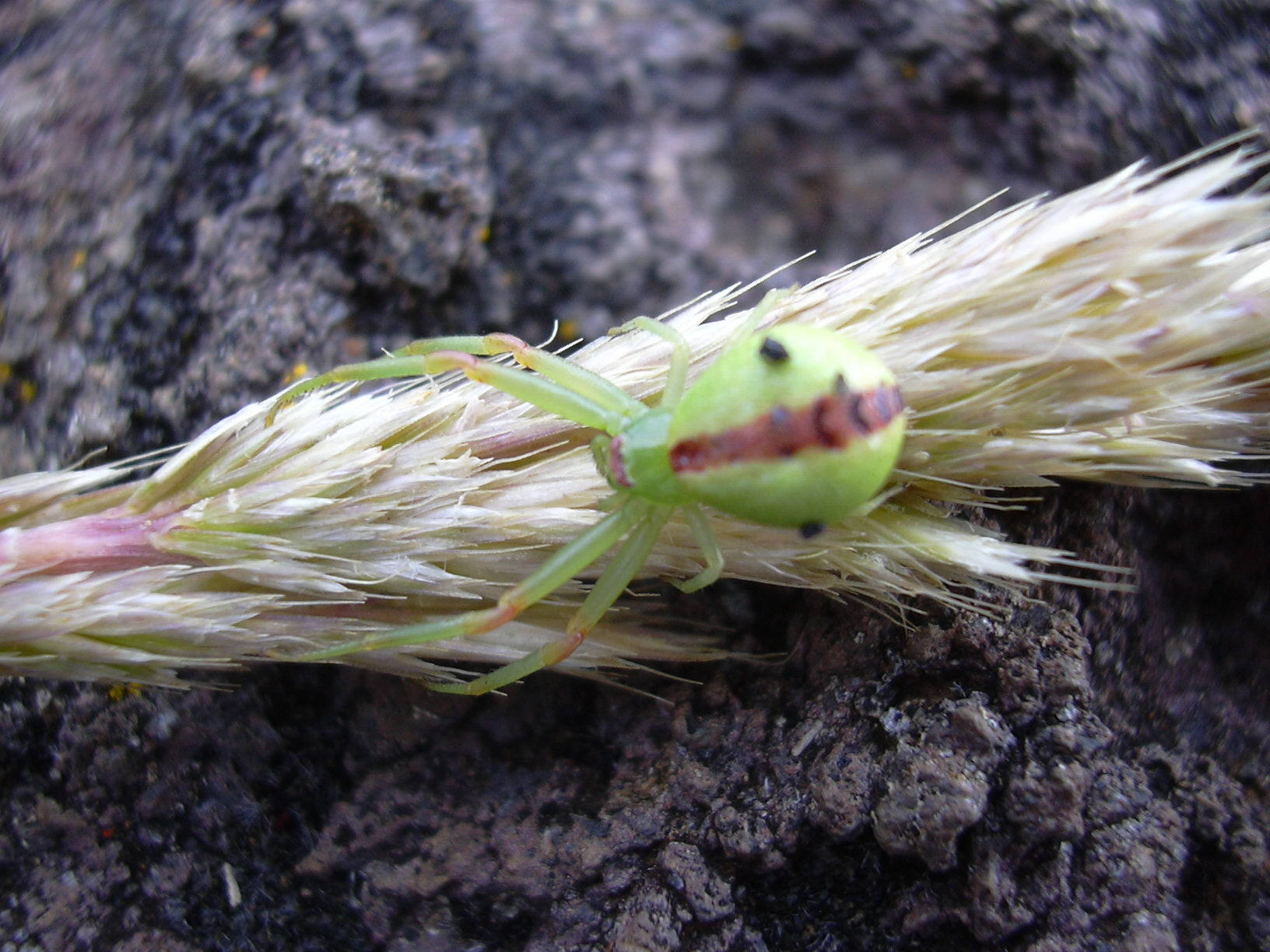